# Tumba (Vranje)
Tumba es un pueblo ubicado en el territorio de Vranje, en el distrito de Pčinja, Serbia.

## Superficie
Posee una superficie de 20,82 kilómetros cuadrados.

## Demografía
Hasta 2011 la población era de 13 habitantes, con una densidad de población de 0,6244 habitantes por kilómetro cuadrado.